# Pyrène (Pyrénées)
Pour les articles homonymes, voir Pyrène.

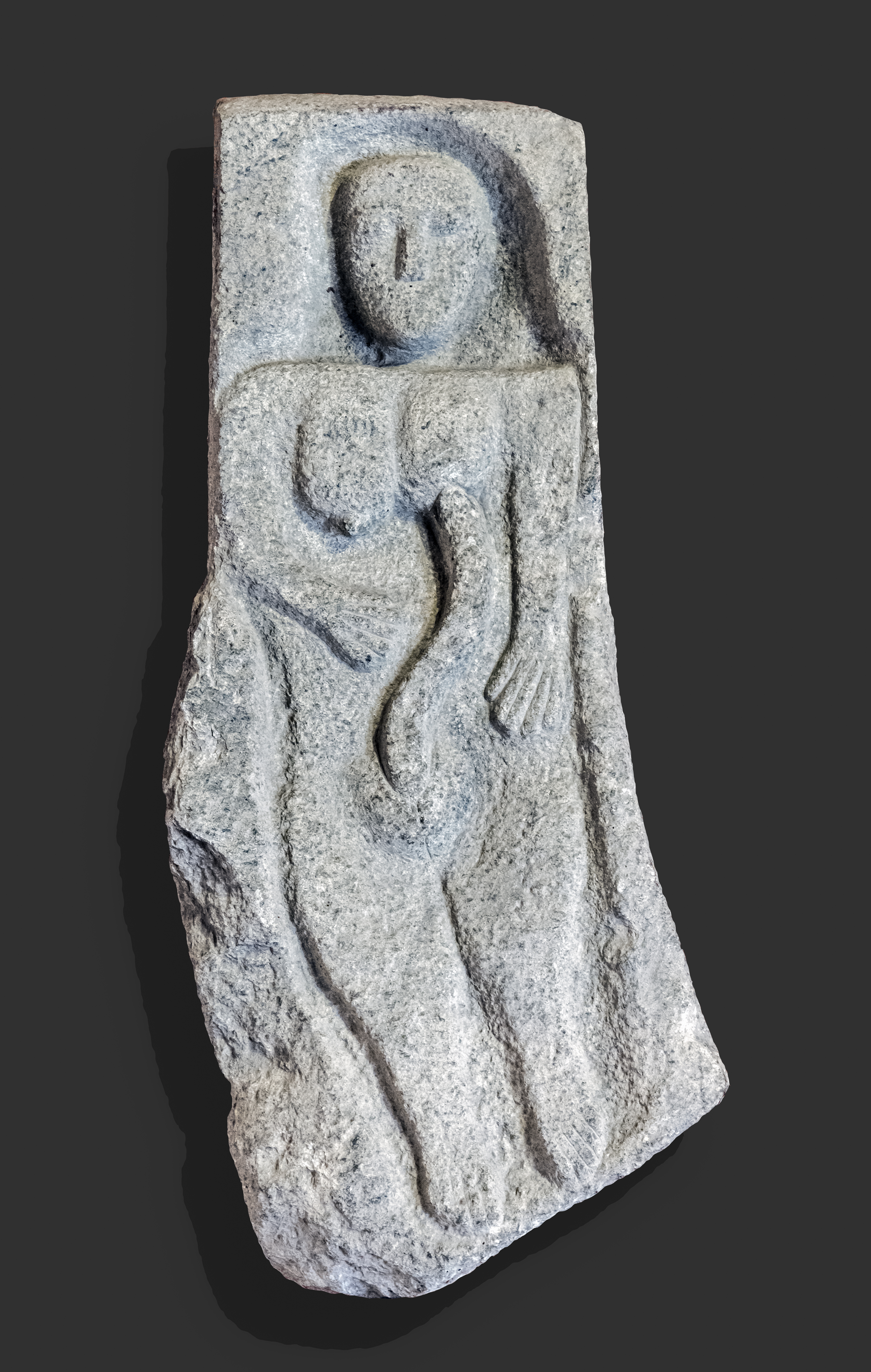
La Femme au serpent trouvée à Oô (Musée des Augustins de Toulouse).

Pyrène, en grec ancien Πυρήνη / Pyrḗnē, est la fille de Bébryx, héros éponyme des Bébryces, peuple que la mythologie, qui n'est pas géographe, place en Bithynie (lors de l'accomplissement de ses douze travaux, Héraclès, en route pour vaincre les Amazones, tue Mygdon, le roi des Bébryces), mais ce qui n'est pas absurde compte tenu de la diffusion des colonies et des comptoirs méditerranéens.
Selon le mythe, tel qu'il est rapporté par Silius Italicus à propos du passage d'Hannibal dans cette région, Pyrène fut séduite par Héraclès (ici nommé Alcide ou Hercule), hôte du roi Bébryx et lui-même « possédé par Bacchus », alors qu’il se dirigeait vers les contrées de Géryon.
Après son départ, Pyrène désespérée s'enfonça dans les forêts, donna naissance à un serpent et fut tuée par les bêtes sauvages.  La pierre d'Oô, découverte dans les Pyrénées centrales dans la région de Bagnères de Luchon et conservée au Musée des Augustins de Toulouse, représentant de manière fruste une femme avec un serpent sortant de son sexe et mordant (ou têtant) un sein, a été mise en relation, sans aucune certitude, avec cette légende. De retour, Héraclès lui éleva un tombeau dans les montagnes, qui prirent le nom de Pyrène. Des légendes ultérieures tendent à dire que ce sont les Pyrénées elles-mêmes qui ont été élevées par Hercule pour en faire le tombeau de Pyrène.
D'autres traditions  situent dans la grotte de Lombrives le tombeau de Pyrène.
Il a existé des traditions anciennes, rapportées par des poètes de la Renaissance gasconne comme Jean-Géraud d'Astros ou (Guillaume) Guilhem Ader, selon lesquelles les Gascons se seraient considérés comme les descendants de Pyrène et d'Héraclès.